# Weidenglucke
Die Weidenglucke (Phyllodesma ilicifolia, Syn.: Epicnaptera ilicifolia), gelegentlich auch als Blaubeerglucke bezeichnet, ist ein Schmetterling (Nachtfalter) aus der Familie der Glucken (Lasiocampidae).

## Merkmale

### Imago
Die Falter erreichen eine Flügelspannweite von 25 bis 45 Millimetern. Die Weibchen sind wesentlich größer als die Männchen. Beide Geschlechter haben graubraune Vorder- und Hinterflügel. Die ähnliche Eichenglucke (Phyllodesma tremulifolia) ist wesentlich heller und mehr rötlich gefärbt.  Auf den Flügeln der Weidenglucke sind einzelne graue Flecken erkennbar mit einem grauen Mittelfleck auf den Vorderflügeln. Die Außenränder sind gewellt und gezähnt. Die Fühler sind beim Männchen kurz gekämmt, beim Weibchen  an der Basis gesägt, dann ganz kurz gekämmt. Der Körper ist dicht wollig behaart.

### Ei
Das Ei ist oval, weißlich und mit deutlichen dunklen Ringen versehen.

### Raupe

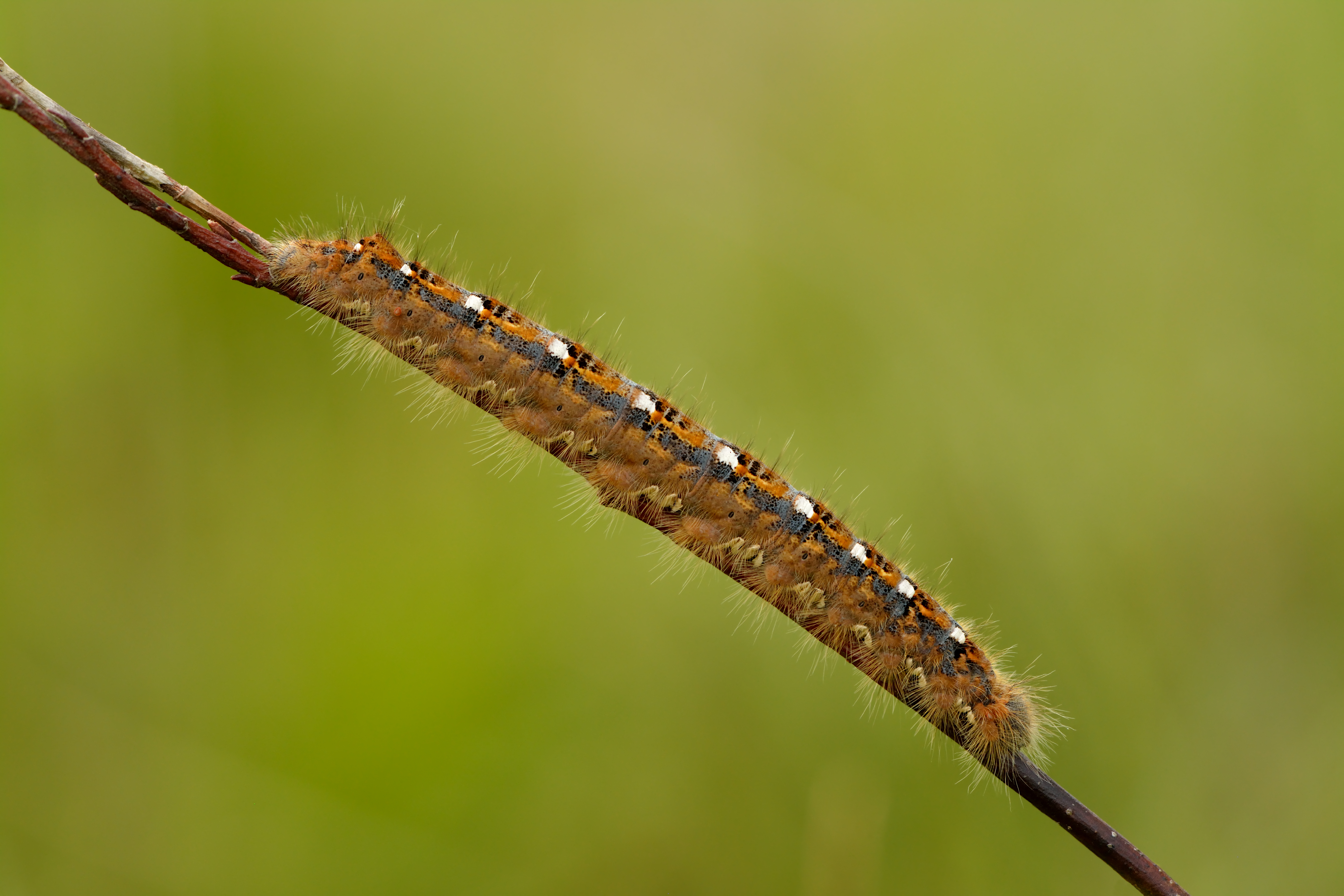
Erwachsene Raupe

Die Raupe variiert in der Färbung ziemlich stark. Die Jungraupe ist schwarz gefärbt. Die erwachsene Raupe kann in einer Form rostbraun gefärbt sein, hat einen breiten dunklen Rückenstreifen, der an den Segmenteinschnitten unterbrochen ist und besitzt dort große weiße Flecke. Sie ist dünn behaart. Eine andere Form ist mehr grau gefärbt, hat schwarze, rötlichgelb umrandete Rückenflecken und rotgelbe Nebenrückenstreifen sowie eine schwarze Unterseite mit bräunlichgelben Flecken in den Einschnitten und ist ebenfalls dünn behaart.

### Puppe
Die Puppe ist schwarzbraun und leicht rötlichweiß bestäubt. Sie besitzt mehrere kurze Borsten am Thoraxrücken, an den Hinterleibssegmenten und am Kremaster.

## Ähnliche Arten
- Eichenglucke (Phyllodesma tremulifolia)

## Vorkommen
Die Verbreitung der Art erstreckt sich von Europa über Russland, Teilen Chinas bis nach Japan. In Mitteleuropa ist sie fast überall selten. Sie bevorzugt buschige Heidegebiete, Schonungen und Moore mit Heidelbeerbewuchs.
ḏ

## Lebensweise
Die Falter sind nachtaktiv und fliegen schon in den Abendstunden. In der Ruhestellung der Falter an Zweigen, bei der die Hinterflügel unter die Vorderflügel vorgeschoben werden und beide Flügelpaare dachartig über dem Körper liegen, sehen sie aus wie ein trockenes Blatt. In ihrer Ruheposition am Boden ähneln sie einer brütenden Henne bzw. einer Glucke. Die Raupen leben in niedrigem Gebüsch nahe am Boden, verpuppen sich in einem gelblichweißen Gespinst zwischen den Blättern der Futterpflanze, fallen zusammen mit diesen im Herbst zu Boden und überwintern dort.

### Flug- und Raupenzeiten
Die Falter fliegen in einer Generation von Ende April bis Anfang Mai, die Raupen findet man von Juni bis August.

### Nahrung der Raupen
Die Raupen ernähren sich bevorzugt von den Blättern von Weiden, Pappeln und Heidelbeeren (Vaccinium myrtillus).

## Gefährdung und Schutz
In Deutschland ist die Weidenglucke vom Aussterben bedroht (Rote Liste Kategorie 1), in einigen Bundesländern gilt sie als verschollen. Sie ist eine nach der Bundesartenschutzverordnung streng geschützte Art.